# سید جلال‌الدین مدنی
سید جلال‌الدین مدنی کرمانی (زاده ۱۳۱۶ در کرمان) عضو حقوق‌دان شورای نگهبان و استاد دانشگاه است.
مدنی دارای پیشینه فعالیت‌های قضائی در سمت‌هایی مانند: مشاور رئیس قوه قضائیه، دادیار دادسرای عمومی زابل، دادرس دادگاه بخش زاهدان، رئیس دادگاه بخش آمل، دادیار دادسرای عمومی تهران، رئیس دادگاه شهرستان تهران و مدیر کل آموزش دادگستری بوده و در دوره دوم فعالیت شورای نگهبان به عنوان عضو حقوق‌دان برگزیده و شش سال در این جایگاه کار کرده‌است.

## نوشته‌ها
مدنی دارای دکترای علوم سیاسی است و برخی از نوشته‌ها او عبارتند از:
1. حقوق بین‌الملل خصوصی، شابک: ۰-۹۹-۶۰۸۹-۹۴۶-۹۷۸، انتشارات جنگل، انتشارات جاودانه
2. رویه قضائی، شابک: ۹۷۸-۹۶۴-۹۱۵۸۳-۳-۴، انتشارات پایدار، ۱۳۹۲
3. کلیات حقوق اساسی، انتشارات پایدار، ۱۳۷۸
4. تاریخ سیاسی معاصر ایران (دوره دو جلدی) (از آغاز قاجاریه تا انقلاب مشروطیت، از انقلاب مشروطیت تا انقراض قاجاریه)، دفتر انتشارات اسلامی (وابسته به جامعه مدرسین حوزه علمیه قم)، ۱۳۸۸
5. حقوق اساسی تطبیقی، انتشارات گنج دانش